# 1988年の自転車競技
1988年の自転車競技（1988ねんのじてんしゃきょうぎ）では1988年の自転車競技について記述する。

## 主なできごと
- スピードスケートでの活動が主体の橋本聖子（女子スプリントに出場）、関ナツエ（女子個人ロードレースに出場）が、ソウルオリンピック自転車競技日本代表に選出される。2人は、日本人選手初の冬夏五輪大会出場経験者となった。
- ベルギー、ヘントで行われた世界選手権・プロスプリント準決勝で、前年王者の俵信之がステファン・ペイトに、井領祐文がクラウディオ・ゴリネッリにそれぞれ敗れ、同大会同種目における日本勢の連覇記録が途絶える。なお、3位決定戦で俵が井領を破り、同大会同種目における日本勢のメダル獲得記録は14年連続となった。
- 井上茂徳、高松宮杯競輪で優勝し、競輪史上初となるグランドスラマーとなった。
- 競輪誕生40周年を記念する特別レースとして10月18日、平塚競輪場でルビーカップと銘打ち、いずれも一発勝負で優勝を決する、各選手登録地区競走得点第1位選手を中心に選抜されたチャンピオン杯（優勝は伊藤豊明）と、40歳以上のA級選手を対象としたシニア杯（優勝は荒木実）の二本立てのレースが行われる。なお、チャンピオン杯は翌年以降も、共同通信社杯ルビーカップレースとして行われることになった。
- ショーン・ケリー、パリ〜ニース総合7連覇を達成。
- ツール・ド・フランスで総合優勝目前となったペドロ・デルガドに、国際オリンピック委員会(IOC)では既に禁止薬物として指定されているプロペニシドの陽性反応が、同レース第17ステージ後のドーピング検査により明らかとなったが、国際自転車競技連合(UCI)の規定では当時指定していなかったことから、不問に付される形となった。
- 滝澤正光、井上茂徳、中野浩一の3名が年間獲得賞金額1億円を突破。3人の1億円突破は競輪史上初。
- 競輪祭・全日本競輪王戦決勝戦は、雹が降り、雷鳴が轟く中で行われた。

## 主な成績

### ロードレース
- ブエルタ・ア・エスパーニャ：4月25日〜5月15日
  - 総合優勝：ショーン・ケリー（ アイルランド、カス） 89時間19分23秒
  - ポイント賞：ショーン・ケリー（ アイルランド）
  - 山岳賞：アルバロ・ピノ（ スペイン）
- ジロ・デ・イタリア：5月21日〜6月13日
  - 総合優勝：アンドリュー・ハンプステン（ アメリカ合衆国、セブンイレブン） 97時間18分56秒
  - ポイント賞：ヨハン・ファン・デル・フェルデ（ オランダ）
  - 山岳賞：アンドリュー・ハンプステン（ アメリカ合衆国）
- ツール・ド・フランス：7月1日〜7月26日
  - 総合優勝：ペドロ・デルガド（ スペイン、レイノルズ） 84時間27分58秒
  - ポイント賞：エディ・プランカールト（ ベルギー）
  - 山岳賞：スティーヴン・ロークス（ オランダ）
- 世界選手権・プロロードレース：8月28日、 ベルギー・ロンス
  - 総合優勝：マウリツィオ・フォンドリエスト（ イタリア） 7時間02分11秒
- ミラノ〜サンレモ：3月19日
  - 優勝：ローラン・フィニョン（ フランス）
- ロンド・ファン・フラーンデレン：4月3日
  - 優勝：エディ・プランカールト（ ベルギー）
- パリ〜ルーベ：4月10日
  - 優勝：ディルク・ドモル（ ベルギー）
- リエージュ〜バストーニュ〜リエージュ：4月17日
  - 優勝：アドリ・ファンデルプール（ オランダ）
- ジロ・ディ・ロンバルディア：10月15日
  - 優勝：シャルリー・モテ（ フランス）
- UCI・ロードワールドランキングス
  - 優勝：ショーン・ケリー（ アイルランド）

### トラックレース

#### 競輪
- 日本選手権競輪：決勝日・3月23日 立川競輪場
  - 優勝：滝澤正光（千葉）
- 高松宮杯競輪：決勝日・6月7日 大津びわこ競輪場
  - 優勝：井上茂徳（佐賀）
- 全日本選抜競輪：決勝日・8月8日 青森競輪場
  - 優勝：中野浩一（福岡）
- オールスター競輪：決勝日・9月27日 岸和田競輪場
  - 優勝：中野浩一（福岡）
- 競輪発祥40周年記念ルビーカップレース：10月18日　平塚競輪場
  - チャンピオン杯優勝：伊藤豊明（愛媛）
- 競輪祭：競輪王戦決勝日・11月28日、新人王戦決勝日・11月26日 小倉競輪場
  - 全日本競輪王戦優勝：山口健治（東京）
  - 全日本新人王戦優勝：長谷部純也（茨城）
- KEIRINグランプリ'88：12月30日 立川競輪場
  - 優勝：井上茂徳（佐賀）
- 賞金王：滝澤正光（千葉） - 129,654,000円

### シクロクロス
- 世界選手権自転車競技大会：1月31日　 スイス ヘーゲンドルフ
  - プロ優勝：パスカル・リシャール（ スイス）